# Chloracidobacterium thermophilum
Candidatus Chloracidobacterium thermophilum es una acidobacteria descrita en el año 2015 y  descubierta en el Parque nacional Yellowstone. Hasta ese momento sólo se conocían cinco filos bacterianos con miembros capaces de realizar la fototrofia basada en la clorofila. Con este descubrimiento, se incorpora a la lista de Acidobacteria. La bacteria crece en presencia de luz y oxígeno a una temperatura de entre 50 y 66 °C junto a las cianobacterias en la superficie de las alfombras microbianas que dan a los manantiales de Yellowstone su colores anaranjados, marrones, amarillos y verdes. Sorprendentemente, presentan clorosomas, lo que es inédito entre las bacterias aerobias fotosintéticas. Los clorosomas contienen dos tipos de bacterioclorofilas que le permiten una gran versatilidad a la hora de competir con las cianobacterias.